# Dennis Amato
Dennis Amato (* 26. Juni 1980 in Ludwigshafen am Rhein) ist ein deutscher Fußballtrainer und ehemaliger Fußballspieler.

## Karriere

### Spieler
Dennis Amato stand bis Mitte 2000 beim VfR Mannheim unter Vertrag. Wo er vorher gespielt hat, ist unbekannt. Der Verein aus Mannheim spielte in der Regionalliga Süd. Mitte 2000 wechselte er zum 1. FSV Mainz 05 II. Mit dem Verein spielte er in der Oberliga Südwest. Nach 26 Spielen für die zweite Mannschaft beendete er am 1. Juli 2001 seine Karriere als Fußballspieler.

### Trainer/Sportdirektor
Dennis Amato begann seine Trainerkarriere am 1. Juli 2012 beim RSV Germania Pfungstadt in Pfungstadt. Hier trainierte er die Frauenmannschaft, die in der viertklassigen Hessenliga spielte. Bei den Hessen stand er bis zum 30. Juni 2014 unter Vertrag. Am 1. Juli 2015 übernahm er die Damenmannschaft von Wormatia Worms. Mit der Mannschaft aus Worms spielte er in der Verbandsliga Südwest. In Worms stand er eine Saison unter Vertrag.
Am 1. Dezember 2016 zog es ihn nach Thailand. Hier übernahm er in Chainat das Amt des Sportdirektors beim Zweitligisten Chainat Hornbill FC. Anfang April 2017 übernahm er bei Hornbill das Traineramt vom ebenfalls aus Deutschland stammenden Björn Kliem. Am Ende der Saison wurde er mit Chainat Meister und stieg in die erste Liga auf. Nach dem Aufstieg ging er im Dezember 2017 zum Angthong FC. Bei dem Verein aus Angthong arbeitete er bis 17. Februar 2018 als Sportdirektor. Am 18. Februar 2018 kehrte er als Trainer nach Chainat zurück. Ende 2019 stieg er mit Chainat wieder in die Zweite Liga ab. Nach dem Abstieg verließ er den Verein. Im November 2020 wechselte er zum Chiangmai United FC. Hier wurde er Nachfolger von dem Brasilianer Carlos Eduardo Parreira. Am Ende der Saison 2020/21 wurde er mit Chiangmai Vizemeister und stieg in die erste Liga auf. Nach dem Aufstieg verließ er Chiangmai und ging nach Sukhothai, wo er das Traineramt des Erstligaabsteigers Sukhothai FC übernahm. Am Ende der Saison 2021/22 feierte er mit dem Verein aus Sukhothai die Vizemeisterschaft und den Aufstieg in die erste Liga. Nach dem Aufstieg wurde sein Vertrag verlängert. Im März 2023 wurde er von Sukhothai entlassen. Am 19. September 2024 wurde Amato als neuer Cheftrainer beim thailändischen Zweitligisten Pattaya United FC vorgestellt. Er trat die Nachfolge von Theerawesin Seehawong an. Im März 2025 wurde er bei dem Zweitligisten entlassen.

## Erfolge

### Trainer
Chainat Hornbill FC
- Thailändischer Zweitligameister: 2017  ▲

Chiangmai United
- Thailändischer Zweitligavizemeister: 2020/21  ▲

Sukhothai FC
- Thailändischer Zweitligavizemeister: 2021/22  ▲